# Francesco Sormano
Francesco Sormano (Valle Mosso, 7 gennaio 1899 – Roma, 13 novembre 1977) è stato un attore, doppiatore e conduttore radiofonico italiano.

## Biografia
Inizia la sua attività di attore presso alcune compagnie di prosa come caratterista, sarà anche presente nei cast di alcune Operette. Nel 1936 partecipa al concorso dell'EIAR per annunciatori, presso la sede della Radio a Roma, risultando tra i promossi viene assunto come lettore di notiziari e comunicati, svolgendo il suo lavoro accanto a Guido Notari, avendo anche modo di prendere parte a piccoli ruoli nella prosa radiofonica.
Nel dopoguerra svolge prevalentemente l'attività nella Radio Rai presso la Compagnia di Prosa di Radio Torino, accanto ad attori come Misa Mordeglia Mari, Angelo Zanobini, Adriana De Cristoforis e registi come Claudio Fino e Riccardo Massucci, per recitare nella prosa televisiva dal 1956, spesso negli sceneggiati d'epoca.
Nel 1948 entra come attore doppiatore nell'impresa di doppiaggio O.D.I. di Carlo D'Angelo, per trasferirsi successivamente alla Cooperativa Italiana Doppiatori. In genere doppiava personaggi che rappresentavano l'alta borghesia, spesso con accento torinese. Ha doppiato anche il re Vittorio Emanuele III in alcuni filmati di repertorio.
Sul grande schermo prende parte a una quindicina di pellicole, risultando maggiormente attivo durante gli anni '60, collaborando soprattutto con Luigi Filippo D'Amico, che lo dirige in cinque film.

## Filmografia

### Cinema
- Il marchese di Ruvolito, regia di Raffaello Matarazzo (1938)
- Nonna Felicita, regia di Mario Mattoli (1938)
- La voce senza volto, regia di Gennaro Righelli (1939)
- L'eroe della strada, regia di Carlo Borghesio (1948)
- Come scopersi l'America, regia di Carlo Borghesio (1949)
- Donne sole, regia di Vittorio Sala (1956)
- Akiko, regia di Luigi Filippo D'Amico (1961)
- Dieci italiani per un tedesco, regia di Filippo Walter Ratti (1962)
- Gli invincibili sette, regia di Alberto De Martino (1963)
- Gli imbroglioni, regia di Lucio Fulci (1963)
- Guglielmo il dentone, episodio di I complessi, regia di Luigi Filippo D'Amico (1965)
- Come inguaiammo l'esercito, regia di Lucio Fulci (1965)
- Gli eroi di Fort Worth, regia di Alberto De Martino (1965)
- James Tont operazione D.U.E., regia di Bruno Corbucci (1966)
- Il marito di Roberta, episodio di I nostri mariti, regia di Luigi Filippo D'Amico (1966)
- Straziami ma di baci saziami, regia di Dino Risi (1968)
- Il presidente del Borgorosso Football Club, regia di Luigi Filippo D'Amico (1970)
- Il vero e il falso, regia di Eriprando Visconti (1972)
- Amore e ginnastica, regia di Luigi Filippo D'Amico (1973)

### Televisione
- Ottocento, regia di Anton Giulio Majano (1959)
- Omicidio Quiz, episodio di Giallo club. Invito al poliziesco, regia di Guglielmo Morandi (1961)
- Una tragedia americana, regia di Anton Giulio Majano (1962)
- Il signore delle 21, varietà televisivo, regia di Enzo Trapani (1962)
- Una dote per Ghita, episodio di Ritorna il tenente Sheridan, regia di Mario Landi (1963)
- Demetrio Pianelli, regia di Sandro Bolchi (1963)
- Il cardinale Lambertini, prosa teatrale, regia di Silverio Blasi trasmessa sul programma nazionale (1963)
- La cittadella, regia di Anton Giulio Majano (1964)
- Una vita in gioco, episodio di Le inchieste del commissario Maigret, regia di Mario Landi (1965)
- La figlia del capitano, regia di Leonardo Cortese (1965)
- David Copperfield, regia di Anton Giulio Majano (1965)
- Il Re, regia di Silverio Blasi (1966)
- Madame Curie, regia di Guglielmo Morandi (1966)
- Il conte di Montecristo, regia di Edmo Fenoglio (1966)
- Tovaritch, prosa di Jacques Deval, regia di Flaminio Bollini, trasmessa sul Secondo programma il 17 maggio 1967
- Vita di Cavour, regia di Piero Schivazappa (1967)
- Caravaggio, regia di Silverio Blasi (1967)
- Sherlock Holmes - La valle della paura, regia di Guglielmo Morandi, miniserie TV, trasmessa dal 25 ottobre all'8 novembre (1968)
- Il segreto di Luca, regia di Ottavio Spadaro (1969)
- Le cinque giornate di Milano, regia di Leandro Castellani (1970)
- E le stelle stanno a guardare, regia di Anton Giulio Majano (1971)
- La bufera, regia di Edmo Fenoglio (1975)

## Prosa radiofonica RAI
- Un punto più del diavolo, un atto di Fely Silvestri, regia di Claudio Fino, trasmesso il 5 settembre 1948
- Ines Mendo, commedia di Prospero Merimeé, regia di Claudio Fino, trasmessa il 4 ottobre 1947
- L'ombra, di Dario Niccodemi, regia di Claudio Fino (1948)
- L'altra nannetta, di Fausto Maria Martini, regia di Claudio Fino, trasmessa il 18 novembre 1948.
- E' proibto utilizzare i fantasmi, di Felj Silvestri, regia di Claudio Fino, trasmessa il 18 gennaio 1949.
- Il paese, radiodramma di Gino Pugnetti, regia di Claudio Fino, trasmesso il 20 gennaio 1949
- L'ospite non invitato, di Edgar Allan Poe, regia di Claudio Fino, trasmessa il 24 marzo 1949
- La fedeltà di Raffaele Calzini, regia di Claudio Fino, trasmessa il 12 marzo 1949.
- Dora o le spie, di Victorien Sardou, regia di Claudio Fino, trasmessa il 30 aprile 1949
- Gigliola, commedia di Ario Tersio Orbani, regia di Claudio Fino, trasmessa il 26 luglio 1949.
- L'avventuriera, commedia di Emilio Augier, regia di Claudio Fino, trasmessa il 27  agosto 1949
- Vittoria e il suo ussaro, operetta di Paul Abraham, regia di Riccardo Massucci, trasmessa il 18 marzo 1950
- I maggiolini di Emilio Brieux, regia di Claudio Fino, trasmessa il 18 marzo 1950.
- Tu di Alfio Beretta, regia di Claudio Fino, trasmessa il 17 giugno 1950.
- La vela dal segno verniglio, commedia di Bruno De Cesco, regia di Claudio Fino, trasmessa il 25 luglio 1950
- Anatema nell'alta casa, di Gino Pugnetti, regia di Claudio Fino (1950)
- Malìa, di Luigi Capuana, regia di Eugenio Salussolia, trasmessa 10 dicembre (1950)
- La seconda moglie di Cesare Giulio Viola, regia di Claudio Fino, trasmessa il 18 febbraio 1951.
- Il cavaliere di Seingalt di Giacomo Casanova, regia di Guglielmo Morandi, trasmessa il 28 ottobre 1951.
- La sacra fiamma, commedia di William Somerset Maugham, regia di Claudio Fino, trasmessa il 21 dicembre 1953
- La seconda moglie, commedia di Arthur W. Pinero, regia di Claudio Fino, trasmessa il 15 febbraio 1955
- Due occhi, di Enzo Maurri, regia di Pietro Masserano Taricco, trasmessa il 25 febbraio 1959.
- I Giacobini, dramma di Federico Zardi, regia di Guglielmo Morandi, trasmesso il 22 marzo 1960.
- Sansone agonista, poema drammatico di John Milton, regia di Vittorio Sermonti, trasmessa il 30 novembre 1960
- I Pulcinella, di Henri Becque, regia di Flaminio Bollini, trasmessa 22 marzo 1961
- Cuascuno a suo modo, di Luigi Pirandello, regai di Orazio Costa, trasmessa il 15 ottobre 1961
- Lettere d'amore di Gherardo Gherardi, regia di Pietro Masserano Taricco, trasmessa il 4 luglio 1963.
- Il testamento, farsa paesana di Roger Martin du Gard, regia di Gastone Da Venezia, trasmessa il 8 luglio 1963
- Romeo e Giulietta, di William Shakespeare, adattamento di Salvatore Quasimodo, regia di Giorgio De Lullo, trasmessa il 19 marzo 1964

## Operette radiofoniche Rai
- Al cavallino bianco, di H. Muller, musiche di Gilbert, Stolz, regia di Riccardo Massucci (1950)

## Doppiatore

### Cinema
- Marcel Herrand in Fanfan la Tulipe
- Minoru Chiaki in Rashomon
- Pippo Starnazza in L'armata Brancaleone
- Mino Doro in Un eroe dei nostri tempi
- Akim Tamiroff in Adulterio all'italiana
- Vincenzo Talarico in Piccola posta
- Claudio Gora in La mia signora
- Milton Frome in Dai, Johnny, dai!
- Carlo Kechler in L'amore primitivo
- John Turner in Il pirata del diavolo
- Laurence Naismith in La vendetta di Gwangi
- Gabriel Gobin in La guerra segreta
- Louis Arbessier in La guerra segreta
- Renzo Ricci in Io Semiramide
- Victor Varconi in Prigionieri dell'eternità
- Nando Tamberlani in Maciste e la regina di Samar
- Charles Kane in Gli invasori spaziali
- Jean Molier in Le notti di Cabiria
- Warren William in L'uomo lupo

### Televisione
- Jacques Monod in I compagni di Baal